# Drsný holky
Drsný holky (v britském originále Women Talking Dirty) je britská filmová komedie z roku 1999. Režisérem filmu je Coky Giedroyc. Hlavní role ve filmu ztvárnili Helena Bonham Carter, Gina McKee, James Nesbitt, James Purefoy a Freddie Highmore. 

## Obsazení
| Helena Bonham Carter | Cora         |
| Gina McKee           | Ellen        |
| James Nesbitt        | Stanley      |
| James Purefoy        | Daniel       |
| Freddie Highmore     | Sam          |
| Eileen Atkins        | Emily Boyle  |
| Kenneth Cranham      | George       |
| Ken Drury            | Bill O’Brien |